# 川康栒子
川康栒子（学名：Cotoneaster ambiguus）是蔷薇科栒子属的植物，是中国的特有植物。分布在中国大陆的陕西、甘肃、四川、云南、贵州等地，生长于海拔1,800米至2,900米的地区，一般生长在山地、半阳坡或稀疏林中，目前尚未由人工引种栽培。

## 别名
四川栒子（中国高等植物图鉴）